# Disney's Saratoga Springs Resort
Disney's Saratoga Springs Resort est un Disney Vacation Club construit à partir du 17 mai 2004 en lieu et place du "défunt" Disney Institute sur un terrain de 26,5 ha de Walt Disney World Resort. Cet hôtel est situé juste en face du Downtown Disney de l'autre côté du Lake Buena Vista.
Le Disney's Saratoga Springs Resort propose aussi un spa. Il a été construit en plusieurs étapes comme la plupart des ensembles immobiliers. Actuellement il comprend plus de 840 villas dans douze bâtiments distincts. Il compte aussi une piscine décorée comme une source naturelle (avec un toboggan) et un "centre-ville" avec boutiques et restaurants. L'hôtel devait s'arrêter à la seconde phase de construction mais en raison du succès des Disney Vacation Club et de l'espace disponible une troisième phase est prévue avec 286 villas supplémentaires.

## Le thème
Cette résidence évoque les haras et les maisons victoriennes du début du XIXe siècle de Saratoga Springs, ville thermale réputée, située à 240 km. au nord de New York.

## Les bâtiments
L'hôtel comprend actuellement douze bâtiments de villas et un "centre-ville" répartis dans trois secteurs. Ils occupent la partie principale de l'ancien Disney Institute. La section des Bungalows située autour du lac et les Townhouses située le long des rives du Lake Buena Vista. Le centre-ville de l'hôtel est lui exactement le même que celui de l'institut mais redécoré. L'hôtel a été dessiné par le cabinet Graham Gund Architects de Cambridge, État du Massachusetts.
L'entrée principale de l'hôtel se fait au nord par la Community Drive qui relie la Buena Vista Drive venant de Downtown Disney à la EPCOT Drive desservant Epcot. Cette route dessert aussi le Disney's Old Key West Resort situé plus à l'ouest.
Une rue traverse l'hôtel. Elle s'appelle Broadway Road (anciennement Vista Drive) et rejoint la Buena Vista Drive juste à côté du Downtown Disney.
La troisième phase de construction détruira les Grand Vista House et le Fairway Villas du Disney Village Resort nichées entre quatre parcours de golf juste au bord de la Sassagoula River et à côté de l'entrée du Disney's Old Key West Resort. Un espace pour un ou deux bâtiments est aussi prévu juste à côté de l'entrée. Il est délimité à l'ouest par la Broadway Road, au nord par la Community Drive et à l'est par la Buena Vista Drive. Actuellement c'est un bassin de rétention d'eau.
Les bâtiments de villas présentent des architectures identiques. Seule la couleur des façades change ainsi que la localisation. Ils ont une forme de U aplati et font trois étages. Chacun des douze bâtiments de villas comptent 46 "villas" ou plutôt appartements mais les portes sont numérotées pour chaque étage de 1 à 36 (sauf le chiffre 13) ce qui ferait 105 villas par bâtiment. Mais il faut indiquer que certaines villas occupent deux étages, deux appartements voire quatre (2 appartements par étage sur 2 étages pour les Three-Bedroom Grand Villa)

### Le centre-ville
C'est le centre de vie de l'hôtel et aussi le lieu le plus proche du thème des haras et des sources thermales. Autour d'une piscine évoquant une source thermale, des bâtiments forment un centre équestre et un centre de cure thermale.
Il est constitué de plusieurs bâtiments qui adopte une forme générale de L mais dont l'intersection est évidée pour former la place centrale avec sa source-piscine. 
Au nord et à l'ouest de la place trois bâtiments sont reliés et forment un autre L. À l’ouest le plus large des bâtiments accueille les restaurants dont Artist's Palette. À l'intersection la Carriage house sert pour l'accueil et la réception. Le troisième bâtiment au nord évoque un paddock. (Sa fonction n'est pas définie). Entre les deux derniers bâtiments, un porche sert pour les voitures sur la façade opposée à la place.
Un petit bâtiment ferme à l'est la place le long de Broadway Road, c'est un bar pour la piscine.
Au sud de la place deux bâtiments se partagent l'espace. Le plus grand à l'ouest héberge le spa et une "boutique" pour la vente de Disney Vacation Club. Le plus petit prend la forme d'un U avec un espace engazonné au centre. Il héberge le Community Hall, un service de location et la salle de jeux vidéo.
Le principal changement en dehors des peintures et des ornements équestres est que l'ancienne place centrale de l'institut a été transformée en une piscine.

### La Source / The Spring
La Source est la partie située à proximité du centre-ville sur la même rive du lac intérieure. Elle est séparée des bâtiments principaux par la Broadway Road. Elle est constituée de trois bâtiments de villas.
Les trois bâtiments remplacent les huit bungalows du Disney Institute et un bassin a été creusé juste au sud de la passerelle afin de prolonger la place centrale avec sa piscine.

### Les Paddocks
Les Paddocks sont un ensemble de cinq bâtiments situés de l'autre côté du lac intérieur et entourant celui-ci. Une passerelle permet de le relier à The Spring et au centre-ville.
Il possède une petite piscine.
Ils remplacent 14 bungalows du Disney Institute.  Un bassin a été aussi creusé juste à côté du bâtiment au sud de la passerelle afin de créer une perspective depuis deux bâtiment et de The Spring.

### Le Congress Park
Le Congress Park est la partie située le long des rives du Lake Buena Vista et faisant face à Downtown Disney. Elle est constituée de quatre bâtiments de trois étages chacun et d'une petite piscine au milieu avec une aire de jeu.
Elle remplace la plupart des 35 villas des Townhouses du Disney Institute. Il reste toutefois la place pour construire un cinquième bâtiment juste à l'extrémité sud face au Rainforest Cafe de Downtown Disney Marketplace

## Les services de l'hôtel

### Les villas
Les villas sont en réalité des appartements classés selon deux critères, la vue et le type. L'hôtel est traversé par un parcours de golf. Les villas accueillent entre 4 et 12 personnes et comprennent une salle à manger, une vraie cuisine, une baignoire à bulles et de nombreux autres équipements rappelant le standard des demeures américaines.
Les vues possibles sont :
- sur la nature environnante (Garden View)
- sur les lacs et bassins (Water View)
- sur les piscines (Pool View)

- Les Studio à partir de 254 $ pour 4 sur 35,5 m²
- Les One-Bedroom Vacation Home à partir de 340 $ pour 4 sur 71,4 m²
- Les Two-Bedroom Vacation Home à partir de 479 $ pour 8 sur 106,9 m²
- Les Three-Bedroom Grand Villa à partir de 1 040 $ pour 12 sur  211,3 m²

Disney avait décidé de répartir les villas de la première phase ainsi :
- 240 Two-Bedroom Vacation Homes
- 288 Two-Bedroom Vacation Homes modulables en un Studio et un One-Bedroom Vacation Homes
- 24 Three-Bedroom Grand Villas

### Les restaurants et bars
- The Artist's Palette est situé dans la Carriage house
- Turf Club Lounge est une brasserie située derrière The Artist's Palette
- On the Rocks Pool Bar est le bar de la piscine principale. Le bâtiment l'accueillant ferme en partie la perspective de la place centrale le long de la Broadway Road.

### Les activités possibles
- Les piscines
  - High Rock Springs est la piscine principale située au cœur du centre-ville. Des rochers l'encerclent afin de la préserver en partie de l'agitation environnante. Elle possède une entrée à ras du sol et un toboggan "creusé" dans les rochers. À proximité on trouve un bain bouillonnant et une aire de jet d'eau décorée avec un Donald Duck.
  - Congress Park Pool est une piscine située en bordure du Lake Buena Vista dans le quartier de Congress Park.
  - The Paddock Pool est une piscine située dans le quartier des Paddocks
- Les deux piscines non principales possèdent à côté une aire de jeux et une zone pour les barbecues.
- Win, Place or Show Arcade est une salle de jeux vidéo
- Horsing Around Rentals est le service de location de vélos, tandem et autres articles pour la pratique de sports.
- Une aire de sports avec 2 courts de tennis et un terrain de basket-ball se trouve juste au sud-ouest du spa.

Un ponton situé derrière le Turf Club Lounge permet de prendre le ferry de la Sassagoula River.

#### Le Spa
Les équipements courants de remise en forme et d'un institut de beauté sont proposés dans ce spa.